# ریوسوکه تامورا
ریوسوکه تامورا (انگلیسی: Ryosuke Tamura؛ زادهٔ ۸ مهٔ ۱۹۹۵) بازیکن فوتبال اهل ژاپن است.